# Крестонская группа
Крестонская группа (англ. Crestone Group) — группа гор в горном хребте Сангре-де-Кристо возле одноимённого городка Крестон штат Колорадо, получившая название по имени доминирующей в этой области отдельной горы Крестон-Пик. Десятка основных гор в группе:
| №  | Название                                  | Высота над уровнем моря, м. | Примечания                                                          |
| -- | ----------------------------------------- | --------------------------- | ------------------------------------------------------------------- |
| 1  | Крестон-Пик                               | 4359                        |                                                                     |
| 2  | Крестон-Нидл                              | 4327                        |                                                                     |
| 3  | Кит-Карсон                                | 4317                        | имеет подпики Челленджер Пойнт (4294 м.) и Колумбия Пойнт (4255 м.) |
| 4  | Пик Гумбольдт                             | 4287                        |                                                                     |
| 5  | Китти-Кат-Карсон (англ. Kitty Kat Carson) | 4257                        |                                                                     |
| 6  | Те-Прау (англ. The Prow)                  | 4257                        |                                                                     |
| 7  | Адамс                                     | 4246                        |                                                                     |
| 8  | Колони-Болди                              | 4177                        |                                                                     |
| 9  | Пико-Айсладо                              | 4149                        |                                                                     |
| 10 | Тихерас-Пик                               | 4146                        |                                                                     |

## Крестон-Пик
Крестон-Пик (англ. Crestone Peak) — является седьмой по высоте вершиной в Скалистых горах Северной Америки. Высотой 4359 метров, пик является наивысшей точкой Крестонов, всей Крестонской группы и второй по величине вершиной в хребте Сангре-де-Кристо, после Бланка Пика. Крестон-Пик является двуглавой вершиной. Высота 4359 метров принадлежит Северо — восточной вершине (англ. Crestone Peak-Northeast Peak). Восточный пик (англ. Crestone Peak-East Peak) ниже своего соседа, его высота 4342 метра.

## Крестон-Нидл
Крестон-Нидл (англ. Crestone Needle) — вторая по высоте гора Крестонов и Крестонской группы, третья в хребте Сангре-де-Кристо. Вершина, высотой 4329 метров, находится рядом (чуть более 700 метров) с горой Крестон-Пик. Нередко альпинисты совершают восхождение на обе эти горы одновременно.

## Кит-Карсон
Кит-Карсон (англ. Kit Carson Mountain) — третья по высоте гора Крестонов и Крестонской группы, четвёртая в хребте Сангре-де-Кристо. Высота вершины 4317 метров. У этой горы есть три подпика (не самостоятельные вершины, а считающиеся одним из пиков Кит-Карсона), это — Дальневосточный пик Кит-Карсона (англ. Kit Carson Mountain-Far East Peak) 4206 метров, Челленджер Пойнт 4294 метра и Колумбия Пойнт 4255 метров.

## Пик Гумбольдт
Пик Гумбольдт (англ. Humboldt Peak) — четвёртая, самая низкая гора Крестонов и пятая по высоте гора в хребте Сангре-де-Кристо. Пик Гумбольдт находится примерно в 2.5 километрах к северо-востоку от его более известных соседей, Крестон-Нидла и Крестон-Пика. Этот конгломерат из трёх гор находится на одной линии хребта Сангре-де-Кристо.

## Китти-Кат-Карсон
Китти-Кат-Карсон (англ. Kitty Kat Carson) — гора, высотой 4257 метров является десятой по высоте горой хребта Сангре-де-Кристо. Многие альпинисты считают Китти-Кат-Карсон не отдельной горой, а ещё одним пиком горы Кит-Карсон. Это довольно спорная тема у американской альпинистской общественности. На авторитетном сайте peakbagger, Китти-Кат выделена как отдельная гора.

## Те-Прау
Те-Прау (англ. The Prow) — в дословном переводе «Нос корабля». Высота горы совпадает с высотой Китти-Кат-Карсон, 4257 метров, обе горы имеют одинаковые проблемы с признанием их отдельными пиками. Те-Прау считается видным гребнем, который поднимается на юго-западном хребте горы Кит-Карсон.

## Адамс
Адамс (англ. Mount Adams) — гора высотой 4246 метра, расположена в трёх километрах к югу от Челленджер Пойнт. На гору можно подняться как со стороны Крестонов, так и со стороны городка Уэстклифф (англ. Westcliffe), округ Кастер. Входит в топ 100 гор Колорадо по высоте.

## Колони-Болди
Колони-Болди — 143 по высоте гора в штате Колорадо, 4177 метров. Наряду с пиками Литл Хорн (англ. Little Horn Peak), Хорн Пик (англ. Horn Peak) и Пиком Гумбольдт, чуть выступает к востоку от гребня хребта Сангре-де-Кристо. что делает их очень заметными из Уэстклиффа (англ. Westcliffe), округ Кастер. Эти пики являются «королями» живописной долины мокрых гор.

## Пико-Айсладо
Пико-Айсладо — высотой 4149 метров, Пико-Айсладо занимает 188 место среди гор Колорадо и 15 место в хребте Сангре-де-Кристо. Это один из двух сложных пиков (рекомендуется только опытным альпинистам), находящийся в живописной, но отдалённой области. Восхождение на этот пик обычно совершают во время трёх-четырёхдневного бэкпэкерского путешествия.

## Тихерас-Пик
Тихерас-Пик — 4146 метров. 16 место в хребте Сангре-де-Кристо и топ 200 гор Колорадо. Кроме того, считается наивысшей точкой национального парка Грейт-Санд-Дьюнс. Этот пик, вместе с близлежащими пиками (в их число входит и входит и Пико-Айсладо), относительно скрыт. Тихерас-Пик видит гораздо меньше альпинистов, чем другие четырёхтысячники хребта Сангре-де-Кристо. Озёра Sand Creek (верхнее и нижнее), расположенные по пути маршрута, отличное место для рыбалки. Альпинисты иногда шутят, что тут больше рыбаков, чем восходителей. Но на самом деле, как только турист проходит озеро, он наслаждается совершенным одиночеством.